# 十嶋くにお
十嶋 くにお（としま くにお、1982年9月13日 - ）は、日本の男性プロレスラー。2AW所属。東京都江東区出身。血液型O型。
作業着と顔のペイントで予測不可能な動きとハイテンションで対戦相手や観客を驚かせている。

## 経歴
2002年
- 1月4日、プエルトリコにて対キッド・パワー戦でデビュー。試合会場はバーの空き地で横は崖という環境であった。
- 4月20日旗揚げ戦では「十島くにお」のリングネームで登場して石坂鉄平と第一試合を務め高評価される。
- 第1回K-METAL LEAGUEにてヤス・ウラノを破り優勝。

2003年
- 11月5日ZERO-ONEにて開催の「獅子王杯争奪リーグ戦」に出場。

2004年
- 3月に全日本プロレスへ参戦した。
- 3月27日真霜拳號とのタッグで出場したKAIENTAI DOJOという名のタッグリーグ戦にて優勝。

2005年
- 2リーグ制導入でGET所属となる。
- 296らの勧誘によりTAKAみちのくを裏切り勤王党に加入。「十嶋くにお」に改名した。

2006年
- 勤王党を脱退し、TAKUみちのくとタッグを組む。

2010年
- 5月、引退。

2012年
- 4月のK-DOJO10周年大会にOB選手として参戦。
- 4月8日、KAIENTAI DOJO10周年後楽園大会にて、突然の復帰を宣言。
- 5月5日、vsヒロ・トウナイ戦で再デビュー
- 5月12日、K-MANIA（ファンクラブイベント）のトークコーナーでファンから寄せられた意見を参考にキャラクターを変更。黒のショートタイツから一転、作業着を着用し顏にペイントを施しヒールのような見た目になった。

2013年
- 2013年は真霜拳號と稲松三郎と結託して選手活動をしていた。

2015年
- 稲松が同ユニットを離れ現在は真霜と自らが一から改造した雄馬、タンク永井、佐藤悠己の5人でのユニット凶月で活動している。
- 10月に右腕を骨折したため欠場。

2016年
- 1月の大会で同じく欠場中であった稲松とのW復帰戦を行う。
- 2月より雄馬と真霜が定期参戦中のYMZに多く参戦している。
- 4月17日、後楽園ホール大会にて雄馬とのタッグでWEWハードコアタッグ王座を奪取。第37代王者になる。

2018年
- 1月のKAIENTAI DOJO 新春闘い初めにて［「年男」十嶋くにおの指名試合　30分1本勝負］として柏大五郎を対戦相手に指名し対戦し勝利。
- 8月11日、右膝前十字靭帯断裂および半月板損傷に伴う靭帯再建手術のため同日より長期欠場に入る。

2019年
- 1月13日、後楽園ホールでの試合にて同試合で退団する遊馬に代わりハッピー大サーカスの新団長としてリングに現れる。

## 得意技
バックドロップ
ドロップキック
エクスカリバー

## タイトル歴
KAIENTAI DOJO
- STRONGEST-K TAG王座（第37代）（パートナーは真霜拳號）
- WEWハードコアタッグ王座（第37代）（パートナーは雄馬）
- KAIENTAI DOJOという名のタッグリーグ戦優勝（2004年）（パートナーは真霜拳號）
- K-METAL LEAGUE優勝（2002年）
- K-AWARD（2004年：年間最高試合賞タッグマッチ部門）

その他
- BWAヘビー級王座

## 入場曲
- KUNIO（AGURA TWIST） ※キングレコード「KAIENTAI DOJO」に収録

## 特記
- 真霜、タンク、雄馬、本田はYMZに参戦していて十嶋のみは参戦していなかったが2016年2月に初参戦以降定期的に参戦をしている。また十嶋の遺伝子を継ぐものとして実の息子もYMZに登場している（2014年12月に凶月に加入した佐藤悠己も動画出演はあるものの参戦していない）。
- 引退理由の一つに離婚を挙げている。[1]

## テレビ出演
- プロレスKING（GAORA）